# همه را ترور کن
همه رو ترور کن (به هندی: Aatank Hi Aatank) فیلمی محصول سال ۱۹۹۵ و به کارگردانی دیلیپ شانکار است. در این فیلم بازیگرانی همچون راجینیکانت، عامر خان، جوهی چاولا، اوم پوری، دالیپ تاهیل، کبیر بدی، پوجا بدی ایفای نقش کرده‌اند.